# Heinz Ostermann (Ringer)

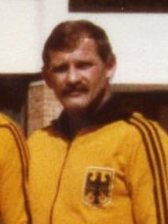
Heinz Ostermann in 1978

Heinz Ostermann (* 14. August 1940 in Danzig) ist ein deutscher Ringkampftrainer.

## Karriere
Heinz Ostermann wuchs im Saarland auf und stammt aus einer Familie, bei der das Ringen als Sport einfach dazugehörte. So folgte er seinem Vater Fritz Ostermann sen. in die Ringerlaufbahn. Dieser hatte es im Jahr 1932 zum deutschen Meister im Bantamgewicht, griechisch-römischer Stil, gebracht. Fritz Ostermann trug dank seiner hervorragenden Leistungen mehrfach die Farben der deutschen Nationalstaffel und war Olympiakandidat für die Spiele 1936 in Berlin. Als Fritz Ostermanns Ringerlaufbahn beendet war, trainierte der Vater mit großem Ehrgeiz seine drei Söhne Heinz, Fritz und Peter.
So wurde Heinz Ostermanns jüngerer Bruder Fritz jr. 1961 im Leichtgewicht nationaler Meisterschaftszweiter sowie Juniorentitelträger im Freistilringen.
Heinz Ostermann gehörte in seiner Jugend ebenfalls der deutschen Spitzenklasse der Ringkämpfer an. Er kam als Neunjähriger zum Ringen, und zwar beim KSV Köllerbach. 1951 zog er mit den Eltern nach Heusweiler, wo er sich der Staffel des AC „Siegfried“ anschloss. Als seine Eltern 1955 ihren Wohnsitz nach Saarbrücken verlegten, wechselte Heinz zusammen mit seinem Vater zum „Adler“ Burbach.
Vater Fritz und Sohn Heinz rangen dort gemeinsam in der ersten Mannschaft. Der Stern von Heinz Ostermann als Ringer ging endgültig auf, als er 1957 im von Vater Fritz wiedergegründeten KSV Malstatt 01 auf die Matte ging. Mit dem Gewinn der saarländischen Jugendmeisterschaften in beiden Stilarten erntete Heinz die ersten Lorbeeren. Als 19-Jähriger schaffte er fast eine Sensation, als er bei den deutschen Freistilmeisterschaften in Malstatt im Bantamgewicht nahe am Titelgewinn war. Er schulterte den Deutschen Meister Fink aus Witten, was jedoch vom Kampfgericht übersehen wurde. Aber auch mit der Vizemeisterschaft stand Heinz Ostermann im Rampenlicht. Im folgenden Jahr 1960 wurde er im griechisch-römischen Stil Deutscher Juniorenmeister.

## Erfolge als Trainer

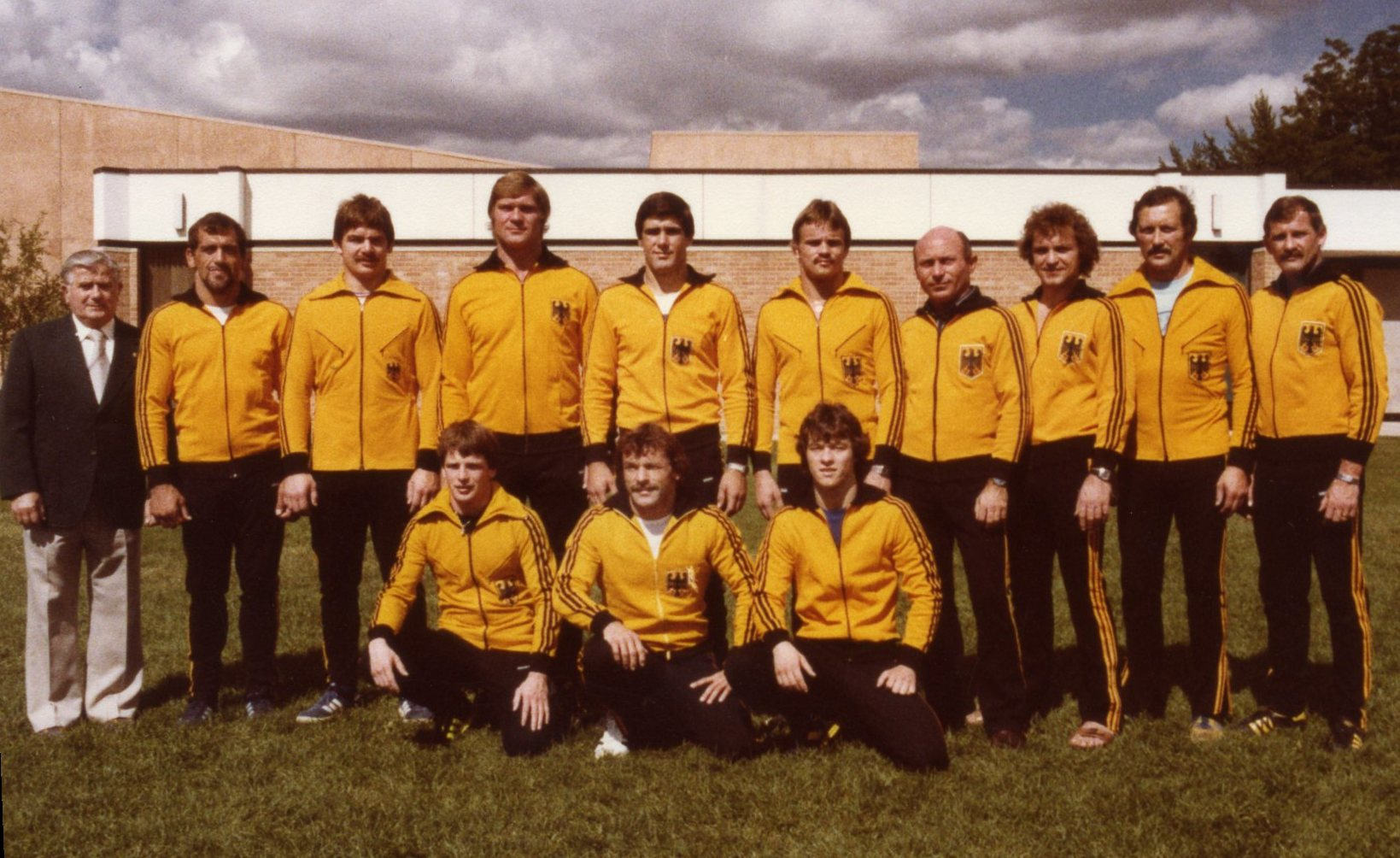
Deutsche Nationalmannschaft Ringen 1978 (Heinz Ostermann in der hinteren Reihe, Erster von rechts)

Der Ringkampfsport hatte im Saarland immer schon einen besonderen Stellenwert und war ein hervorragender Nährboden für herausragende Trainer und Ringkämpfer: etwa Rolf Lacour, Werner Hoppe, Kurt Spaniol und Konstantin Schneider.
Nach einem einjährigen Studium an der Sportschule Saarbrücken wird Heinz Ostermann Staatlich geprüfter Turn- und Sportlehrer. Das Studium zahlt sich für Ostermann sofort aus, denn er wird zunächst Landestrainer im Saarland und bereits 1966 Bundestrainer. Die Situation war für Ostermann deshalb so günstig, weil ein Jahr zuvor der Bundesausschuss Leistungssport gegründet worden war.
Als Bundestrainer im Deutschen Ringer-Bund holte Ostermann mit seinen Schützlingen 9 Olympiamedaillen, 32 WM-Medaillen und 60 EM-Medaillen. Insgesamt gewannen seine Athleten 101 Medaillen bei internationalen Ringkampf-Turnieren, darunter 30 Goldmedaillen. Zu Ostermann bekanntesten Schützlingen gehören Adolf Seger und Martin Knosp.
Als spektakulärste Goldmedaille unter Ostermanns Regie gilt das Edelmetall seines Schützlings Pasquale Passarelli. Der Bantamgewichtler bezwang bei den Olympischen Sommerspielen 1984 in Los Angeles im Finale den Japaner Masaki Eto mit 8:5.
Pasquale Passarelli heiratete nach dem Olympiasieg Ostermanns Tochter Sonja. Aus dieser Ehe ging Sandro Passerelli hervor, der ebenfalls ein bekannter Ringkämpfer beim KSV Wiesental geworden ist.
Heinz Ostermann ist einer der erfolgreichsten deutschen Bundestrainer. Über 25 Jahre lang wirkte er für den Deutschen Ringer-Bund (DRB). Nach dem Tod von Ehefrau Uschi demissionierte Ostermann. Er wechselte dann als Sportlehrer zu seinem Ex-Schüler und früheren Trainerassistenten Erich Klaus, der in Reilingen ein Fitness-Studio betreibt.
Nach neun Jahren bei Fitness-Mann Erich Klaus kam eine weitere berufliche Wende: Heinz Ostermann unterschrieb 2007 beim Österreichischen Ringerverband (ÖRSV) als Cheftrainer und Sportdirektor.
Bei der Ringer-EM 2011 in Dortmund wählte der Weltverband FILA Heinz Ostermann zum „Trainer des Jahres“.
Für die Olympischen Spiele in London 2012 baute Ostermann in der Gewichtsklasse bis 84 Kilo den Greco-Ringer Amer Hrustanovic auf, der den zehnten Platz erreichte.
2017 wurde Heinz Ostermann DRB-Ehrenmitglied.